# Quercypsitta
Quercypsitta
és un gènere d'ocells extint de finals de l'Eocè (c.37-34 milions d'anys) fosforites del Carcí de França.
Va ser descrit com un lloro prou diferenciat per a ser inclès en una família diferent, la Quercypsittidae. Aquests lloros es van estendre per Europa i van quedar extints al Miocè.
De vegades el gènere Palaeopsittacus s'inclou dins els Quercypsittidae, però no és clar que aquest ocell sigui realment un lloro (Dyke i Cooper 2000).